# Vojin Jauković
Vojin Jauković je politički radnik rođen 1913. u Pridvorici kod Šavnika. Završio je Pravni fakultet u Beogradu (1939.). Član KPJ i Narodnooslobodilačke vojske Jugoslavije. Bio je potpredsjednik Skupštine Socijalističke Republike Crne Gore. Umro je 1992. godine.